# Strawberry Arena
A Strawberry Aréna (hivatalos néven Nationalarenan, korábban Swedbank Aréna és Friends Aréna) Svédország nemzeti stadionja, a svéd labdarúgó-válogatott hazai stadionja. Svédország és a skandináv országokban a legnagyobb stadion. Az UEFA 4-es kategóriájú stadionként tartja számon. Itt rendezték 2017-ben az UEFA Európa-Liga döntőjét, 2013 óta pedig salakmotor-versenyeket is rendeznek az arénában. A Friends Aréna sportesemények mellett számos zenei eseménynek adott otthont: 2013 óta (2021 kivételével) itt rendezik Svédország legnagyobb zenei fesztiválját, a Melodifestivalent. A stadion 2,8 milliárd svéd koronába (nagyjából 74 milliárd Ft) került.